# ليلة هدم الديسكو
كانت ليلة هدم ديسكو عبارة عن عرض ترويجي لدوري البيسبول الرئيسي (MLB) يوم الخميس ، 12 يوليو 1979 ، في كوميسكي بارك في شيكاغو ، إلينوي ، والتي انتهت بأعمال شغب. في ذروة الحدث ، تم تفجير صندوق مليء بسجلات الديسكو في الملعب بين مباريات ثنائية الرأس المزدوجة بين شيكاغو وايت سوكس وديترويت تايجرز . جاء الكثير من الحاضرين لمشاهدة الانفجار بدلاً من الألعاب واندفعوا إلى الميدان بعد التفجير. لقد تضرر الملعب بسبب الانفجار والمشجعين لدرجة أن أبيض Sox طُلب منه التنازل عن المباراة الثانية للنمور.